# Sindicat d'Actors de Cinema
El Sindicat d'Actors de Cinema (en anglès, Screen Actors Guild, SAG-AFTRA) va ser un sindicat professional estatunidenc que representava més de 100000 actors i figurants del món sencer, que actuen al cinema, a Telefilms, o en publicitat. Segons la seva declaració, la Guild ha de; Negociar i reforçar els acords col·lectius que estableixin un nivell equitatiu de compensació i de beneficis, i les condicions de treball.

## Història
El Sindicat es va fundar el 1933 per eliminar l'explotació dels actors a Hollywood, que eren forçats a treballar diversos anys amb els grans estudis americans (o «majors », cosa que no suposava cap restricció sobre les hores de treball. El Sindicat d'Actors de Cinema estava afiliada a l'Actors i Artistes Associats d'Amèrica, una federació de l'AFL–CIO (Federació Americana del Treball i Congrés d'Organitzacions Industrials). Des de 1995, el Sindicat manté anualment una cerimònia, els Premis del Sindicat d'Actors de Cinema. El març de 2012, es va fusionar amb la Federació Americana d'Artistes de Ràdio i Televisió (AFTRA) i es van convertir en SAG-AFTRA.